# أمانة التعليم العام (المكسيك)
أمانة التعليم العام (بالإسبانية: Secretaría de Educación Pública، اختصارًا: SEP) هي سلطة حكومية اتحادية مع تمثيل وزاري وهي مسؤولة عن الإشراف على تطوير وتنفيذ السياسة التعليمية الوطنية والمعايير المدرسية في المكسيك. يقع مقرها الرئيسي في العديد من المباني الموزعة في جميع أنحاء البلاد، ولكن مكاتبها الرئيسية التي اقتصرت في البداية على الدير الدومينيكي القديم للتجسد المقدس في أقدم منطقة في مكسيكو سيتي، ثم امتدت إلى منزل ماركيز دي فيلامايور والبيت القديم لـ دون كريستوبال دي أونات وهو حاكم ثلاث مرات وقبطان عام لمدينة غلايشا الجديدة التي تم بناؤه أيضًا في عام 1530، وبيت الجمارك الملكي القديم. تم تزيين بعض المباني بلوحات جدارية من تصميم دييجو ريفيرا وغيره من المعارضين البارزين للحركة الجدارية المكسيكية في القرن العشرين كديفيد ألفارو سيكيروس وراؤول أنجيانو ومانويل فيلغيريز.

## وظائف الأمانة
- إنشاء وصيانة المدارس العامة الحكومية في مكسيكو سيتي، باستثناء تلك التي تعتمد على التبعيات الأخرى.
- ضمان مراعاة واستكمال جميع المتطلبات المتعلقة بالتعليم قبل المدرسي والابتدائي والثانوي والتقني والعادي (أي تعليم المعلمين) على النحو المنصوص عليه في دستور المكسيك، وتحديد المعايير التي يتم فيها دمج مدارس معينة في التعليم الوطني.
- ممارسة الإشراف واليقظة التي تجري في المدارس الإكليريكية التي تقدم التعليم في الجمهورية، بما يتوافق مع المادة 3 من الدستور.
- لتنظيم وإدارة وإثراء بشكل منهجي المكتبات العامة أو المتخصصة التي تدعمها السكرتارية أو التي تشكل جزءًا من تبعياتها.
- تشجيع إنشاء معاهد البحث العلمي والتقني وإنشاء المختبرات والمراصد والقباب السماوية، وكذلك المراكز اللازمة لتطوير التعليم الابتدائي والثانوي والأخلاقي والتقني والعالي. التوجيه بالتنسيق مع التبعيات المناسبة للحكومة الاتحادية والجهات العامة والخاصة لتطوير البحث العلمي والتكنولوجي.
- لمنح المنح الدراسية حتى يتمكن الطلاب المكسيكيون من إجراء البحوث أو إكمال برامج الدراسة الأجنبية.
- إعادة التحقق من صحة الدراسات والألقاب، والتنازل عن الإذن بممارسة الصلاحيات التي يعتمدونها.
- صياغة فهرس التراث التاريخي الوطني.
- تنظيم ودعم وإدارة المتاحف التاريخية والأثرية والفنية ومعارض الرسم والمعارض الفنية، بهدف الحفاظ على سلامة التراث الثقافي للبلاد وصيانته والحفاظ عليه.
- حفظ وحماية وصيانة الآثار الأثرية والتاريخية والفنية التي تتوافق مع التراث الثقافي للأمة، ومتابعة الأحكام القانونية في هذه الأمور.
- توجيه الأنشطة الفنية والثقافية والترفيهية والرياضية التي يحققها القطاع العام الاتحادي.
- للحفاظ على قاعدة بيانات وطنية للأعمال المحمية بموجب حقوق النشر والعلامات التجارية من خلال المؤسسات المتضاربة.
- تنظيم الرياضة والاشخاص المعنيين وتطبيق قواعدهم في الوطن.